# I dopet, till gemenskap
I dopet, till gemenskap är en psalm med text skriven 1987 av Daniel Hallberg och musik skriven 1987 av Lennart Jernestrand.

## Publicerad i
- Segertoner 1988 som nr 401 under rubriken "Den kristna gemenskapen - Dopet".[1]